# Francesc Mompó i Valls
Francesc Mompó i Valls (l'Olleria, Vall d'Albaida, 1955) és un escriptor de novel·les, poesia i literatura juvenil del País Valencià en llengua catalana.

## Obres

### Novel·la
- Els ulls del llac (2000)[5]
- L'ull de Zeus. Ed. Alfaguara. 2002.
- Terra de déus. Ed. Alfaguara. 2003.
- L'elegit. Ed. Tabarca. 2005.
- Els greixets. Ed. Tabarca.
- Amable. Ed. Tabarca. 2006.
- Uendos. Ed. Tabarca. 2008.
- Camí d'amor. Ed. Perifèric. 2009.
- Els fantasmes del Lacrima Coeli] (2010)[6]
- amb Mercè Climent i Payà, Somiant amb Aleixa, 17è Premi de literatura eròtica de 2010[7]
- El vol de l'Esparver, Voliana Edicions. 2013.

### Poesia
- Viàtic marí, 1992[8]
- De la fusta a l'aigua, 2011,[9] Premi Josep Maria Ribelles de Puçol 2010[10]
- 55 maneres de mirar València, Germania. 2012.
- Suc de magrana, Germania, 2014.
- Atlàntic, Voliana, 2015.
- Insectostomia, El Petit Editor, 2016.

## Premis
- Premi Forest d'Arana de poesia, 2004: Viàtic Marí
- Finalista Premi Novel·la Juvenil Ciutat de Torrent, Tabarca Llibres, 2003: L'elegit
- Finalista Premi Novel·la Juvenil Ciutat de Borriana, Tabarca Llibres, 2005: Els greixets
- Premi Novel·la Juvenil Ciutat de Torrent, Tabarca Llibres, 2005: Amable
- Premi Narrativa Juvenil Benvingut Oliver de Catarroja, 2008: Camí d'amor
- XVIII Premi Samaruc al millor llibre de narrativa juvenil d'autor valencià, 2010 a Camí d'amor[11]
- XX Premi de la Crítica dels Escriptors Valencians a la difusió de la literatura al blog Uendos, greixets i maremortes 2010 ex aequo amb Mercé Climent.
- XIV Premi Josep Maria Ribelles de poesia Vila de Puçol 2010, pel poemari De la fusta a l'aigua.
- El seu bloc Uendos, greixets i maremortes va rebre el Premi Difusió de Literatura de l'Associació d'Escriptors en Llengua Catalana 2010[12] i XX Premi de la Crítica dels Escriptors Valencians 2010[13]